# Белджойозо
Бел(ь)джойозо (итал. Belgioioso) — коммуна в Италии, располагается в регионе Ломбардия, подчиняется административному центру Павия.
Здесь находятся построенный миланским герцогом Джан Галеаццо около 1460 г. акведук и дворцовая резиденция князей Бельджойозо с интересным парком. Ядро замка было выстроено в XV веке графом Барбиано д'Эсте, получившим в ленное владение Бельджойозо, который был тогда сделан княжеством. В замке содержался взятый в плен в битве при Павии французский король Франциск I.
Население составляет 5752 человека (на 2004 г.), плотность населения составляет 223 чел./км². Занимает площадь 24 км². Почтовый индекс — 27011. Телефонный код — 0382. Покровителем коммуны почитается святой архангел Михаил, празднование 29 сентября. 

## Города-побратимы
- Ла-Фуюз, Франция